# Dominik Kahun
Dominik Kahun (Planá, 2 luglio 1995) è un hockeista su ghiaccio tedesco.

## Palmarès

### Olimpiadi invernali
- 1 medaglia:
  - 1 argento (Pyeongchang 2018)